# Joseph Menter
Joseph Menter   (Deutenkofen, 17 de gener de 1808 - Múnic, 18 d'abril de 1856) fou violoncel·lista alemany i professor de música.

## Biografia
Joseph Menter va rebre la seva formació a Múnic de mans de Philipp Moralt. Com molts dels seus companys, primer va tocar el violí i després va passar al violoncel. El 1825 va tenir la seva primera aparició en un concert a l'Acadèmia Musical de Múnic. Poc després de complir els 21 anys, Menter va aconseguir feina a lOrquestra Hohenzollern d'Hechingen. El 1833 va ser cridat a Múnic després d'haver actuat com a convidat en dos concerts de l'Acadèmia Musical amb gran èxit a l'octubre de 1832 i fins i tot va organitzar el seu propi concert amb l'orquestra de la cort al desembre.
Des de 1839 Joseph Menter es va fer internacionalment conegut per les seves gires de concerts a Àustria, Holanda, Bèlgica i Anglaterra. Des del novembre de 1848 va treballar com a professor de violoncel al conservatori que s'havia fundat dos anys abans. Com que va aparèixer sovint als concerts de la "Musikalische Akademie" com a solista i com a músic de cambra amb diversos socis, es va convertir en una personalitat coneguda en la vida musical de Múnic. Les seves composicions per a violoncel, algunes de les quals només es van publicar després de la seva mort, van tenir poc èxit, ja que només es van valorar com a exigents tècnicament, però no musicalment. És el pare de la coneguda pianista Sophie Menter (1846-1918).

## Alumnes de Menter
- Georg Goltermann
- Joseph Werner
- Ferdinand Buchler
- Valentin Müller